# 山城新伍
山城新伍（日语：やましろ しんご，本名渡边安治（日语：わたなべ やすじ），1938年11月10日—2009年8月12日）、出生于京都市，日本演員，司会者，電影評論家，電影導演。
2009年8月12日15時16分，山城新伍因肺炎於東京都町田市去世，享年70歳。